# Ишимбайский нефтеперерабатывающий завод
Ишимбайский нефтеперерабатывающий завод (Ишимбайский НПЗ, ИНПЗ) — предприятие нефтеперерабатывающей промышленности, расположенное в городе Ишимбае. Первенец нефтепереработки в Башкортостане, первый нефтеперерабатывающий завод на Востоке СССР.
Адрес: Россия, 453203, Республика Башкортостан, город Ишимбай, улица Левый Берег

## История
В 1933 году Ф. П. Похлебаевым, местным новатором и рационализатором, установлена первая нефтеперерабатывающая установка на левом берегу реки Белой.

Ветеран Ишимбайского нефтеперерабатывающего завода Ф. А. Кулбаев вспоминал: 
«Пятитонный резервуар обложили кирпичом, обмазали. Змеевики спустили в озеро Каракуль. Подвели под резервуар форсунки и зажгли факелы. Начали перегонку нефти, начали малограмотные, технически необученные кадры. Ф. П. Похлебаев сутками не отходил от кубовой установки, учил нас, так как мы не знали даже, в какую сторону повернуть штурвал задвижки».
В первые дни установка давала 750 литров бензина, но уже во второй половине 1933 года — до 15 тонн бензина в сутки. Конечно, это был весьма условный «бензин» с низким октановым числом и высоким содержанием серы. Завод имел трубчатую нефтеперегонную установку, очистное, водоснабжающее и товарное хозяйство, котельную, лабораторию, ремонтный цех. Производилось два продукта — бензин и мазут.
1 октября 1934 года вышло распоряжение № 350 «Главнефти» Минтяжпрома СССР, в котором тресту «Востокнефть» предписывалось: «…немедленно приступить к устройству в Ишимбаево установки по отбензиниванию нефти». Проектировщики из «Нефтепроекта» Монаков и Смуров выполнили необходимые предварительные работы, а 31 мая 1935 года проект был готов и утверждён «Главнефтью», предполагавший сооружение большого завода. Стройку возглавил Иван Иванович Новиков, ставший впоследствии директором завода, со всей страны прибывали специалисты, строители, квалифицированные рабочие. Через год завод был сооружён, оборудование для завода изготовили многие предприятия страны: колонну и теплообменники изготовил завод г. Подольска, котлы — «Ленкузница», насосы «Красный молот», моторы «Электросила», трубы — таганрогский и днепропетровский заводы.
К концу августа 1935 года завод был построен на Перегонном, первые потоки нефти поступили сюда 31 августа. 17 октября 1936 года достигнута проектная мощность, 23 ноября в Москву в качестве подарка VIII съезду Советов прибыл состав из 18 цистерн с ишимбайским бензином, 20 декабря Ишимбайский нефтеперегонный завод (завод № 433) принят государственной комиссией.
В 1939 году на левом берегу реки Белой начато строительство газолинового завода. 31 июля 1941 года Совнарком СССР постановил построить в городе Ишимбае завод ламповой сажи. В годы Великой Отечественной войны возведены заводы «Нефтегаз-8» — эвакуированный в 1942 году маслоабсорбционный газолиновый завод № 1 «Грознефтекомбината» из города Грозного (впоследствии именовался: завод № 89, ПЯ 19, Государственный союзный завод № 411), а также пиролизный и серный заводы, строили которые несколько мощных трестов. В годы войны эти предприятия уже стали давать продукцию для фронта. Производился выпуск газового бензина, газовой серы, пропана и другой продукции. Средство для заправки аккумуляторов танков — фильмургин — производили только в Ишимбае.
В 1947—1948 годах произошла реорганизация ишимбайских нефтеперерабатывающих предприятий — газолинового, нефтеперегонного, пиролизного, серного заводов и товарно-нефтепроводной конторы — путём их объединения в единый комплекс — Ишимбайский нефтеперерабатывающий завод. Самый первый из них — Государственный союзный завод № 433 — работал самостоятельно с 1936 по 1948 годы. 1 января 1947 года Государственный союзный завод № 411 объединился с газолиновым заводом, затем объединились союзные заводы № 411 и 433.
Последующие годы являются для Ишимбайского НПЗ техническим перевооружением. Предприятие сотрудничало с научно-исследовательскими организациями, совершенствуя технику и технологию выпуска продукции. С 1953 года начат ввод комбинированной установки термического крекинга и этилосмесительной станции. В это же время сданы в эксплуатацию электрообессоливающие установки № 1 и 2, а также ряд других объектов для улучшения качества продукции.
В 1955—1956 гг. установлено свыше 400 комплектов контрольно-измерительных приборов. В 1958 году построены сливно-наливные эстакады, в 1964-м — станция нейтрализации на установке по газоочистке.
С начала 1960-х гг. на предприятии стали вырабатывать сырьё для нефтехимии: помимо изобутана стали производить нормальный бутан, затем — пропан. С этого времени Ишимбайский нефтеперерабатывающий завод становится одним из крупнейших современных предприятий.
В период 1950—1970-х гг. важную роль на ИНПЗ играла деятельность начальника установки комбинированного термического крекинга (затем АТ-1), заслуженного рационализатора РСФСР Дмитрия Степановича Никулочкина, который разработал и внедрил в производство свыше 85 рационализаторских предложений по модернизации и повышению эффективности переработки нефти. В начале 1970-х годов уфимское телевидение снимало репортаж о предприятии, где рассказывалось о рационализаторской деятельности Д. С. Никулочкина.
В начале 1980-х годов началось сооружение производства катализаторов на основании принятого 4 января 1973 года приказа Миннефтехимпрома СССР «О строительстве на территории Ишимбайского НПЗ комплекса по производству катализаторов», предполагающий перепрофилирование завода в другое производство. Мощности Ишимбайского НПЗ постепенно демонтировались. Ликвидирован цех № 2 на Перегонном. В 1985 году была введена в строй действующих первая очередь по производству цеолитов, а к концу 1989 года переработка нефти прекратилась. Ишимбайский НПЗ полностью прекратил своё существование, став Ишимбайским специализированным химическим заводом катализаторов (ИСХЗК).
Неоднократно меняя форму собственности от ФГУП до ГУП и ОАО, в 2005 году Ишимбайский специализированный химический завод катализаторов признан банкротом, в результате чего 65 га территории приобрело ООО «Агидель-нефтепродуктсервис», планировавшее в ближайшем будущем восстановить нефтепереработку в городе Ишимбае.

## Директора ИНПЗ
Первый директор — 1936 год.
- 1936 — Новиков, Иван Иванович.
- 1936 — Коротенко Д. Н.
- 1942—1945 — Бушев Г. В., Захарочкин Л. Д.
- 1943—1948 — Захаров М. С., Сергеев В. С., Белочицкий С. С.
- 1945—1947 — Черек М. И.
- 1948—1953 — Селиванов Т. И., Варшавер Е. М.
- 1953—1974 — Идиатуллин, Гата Зинатович.
- 1974—1976 — Минишев, Рим Мирсаитович.
- 1979—1986 — Окуньков, Станислав Алексеевич, ныне генеральный директор ОАО «Валента Фармацевтика».
- Савин, Евгений Михайлович
- Бакланов, Владислав Борисович (директор ИСХЗК)

## Известные работники
Авторы наиболее ценных изобретений:
- Козлов, В. Т.
- Коногоров, В. Н.
- Никулочкин, Дмитрий Степанович — заслуженный рационализатор РСФСР (1971), ветеран труда (1976), начальник установки термического крекинга Ишимбайского НПЗ в 1965—1976-х гг. (работал на предприятии с 1951 года). Разработал и внедрил в производство более 85-ти рационализаторских предложений, экономический эффект которых составил свыше 90 тыс. советских рублей[11][12][13].
- Ниренберг, М. А.
- Синёв, П. В.
- Ялаев, А. Т.

Список лиц, награждённых орденами и удостоенных почётных званий  (Ишимбайский нефтеперерабатывающий завод)
Идиатуллин Гата Зинатович – засл. нефтяник БАССР, кавалер орд. Ленина, Октябрьской Революции, Трудового Красного Знамени, «Знак Почёта»
Ярыгин Валентин Николаевич – засл. нефтяник БАССР, орд. Трудового Красного Знамени
Богомолова Алевтина Ивановна – засл. нефтяник БАССР, орд. Трудового Красного Знамени
Фаткуллина Раиса Сабировна – засл. нефтяник БАССР
Юсупов Белал Гайнетдинович – засл. нефтяник БАССР
Иванова Надежда Михайловна – засл. нефтяник БАССР
Якупова Рашида Шайхизадаевна – засл. нефтяник БАССР
Попков Сергей Николаевич – засл. нефтяник БАССР
Замесин Николай Фёдорович – засл. нефтяник БАССР
Минишев Рим Мирсаитович – засл. нефтяник БАССР, орд. «Знак Почёта»
Банников Павел Ефимович – засл. нефтяник БАССР
Крыгин Виктор Васильевич – засл. нефтяник БАССР
ШлычковИванФёдорович– засл.нефтяникБАССР,орд.«ЗнакПочёта»
Черек Михаил Иосифович – орд. Трудового Красного Знамени (2), Красной Звезды, «Знак Почёта» и др.
Амиров Зайнулла Лутфуллович – орд. Ленина, «Знак Почёта»
Гаитова Гатия Габитовна – орд. Ленина
Замесин Кузьма Сергеевич – орд. Ленина
Гилязетдинова Мусавара Хидиятовна – орд. Ленина
Садыков Мухаметгали Ситтикович – орд. Ленина
Ахметзянов Абдрашит Абдрахманович – орд. Трудового Красного Знамени
Климантов Иван Алексеевич – орд. Трудового Красного Знамени
Видинеев Андрей Иванович – орд. Трудового Красного Знамени
Круглов Михаил Павлович – орд. Трудового Красного Знамени
Щербаков Иван Александрович – орд. Трудового Красного Знамени
Буранбаева Фая Шагеевна – орд. Трудового Красного Знамени
Лукьянчикова Надежда Владимировна – орд. Трудового Красного Знамени
Тимофеев Григорий Матвеевич – орд. Трудового Красного Знамени
АхтямовХабибуллаХазиевич– орд.ТрудовогоКрасногоЗнамени
Васильев Григорий Михайлович – орд. Трудового Красного Знамени
Ишмуратов Назим Камалетдинович – орд. Трудового Красного Знамени, «Знак Почёта»
Новикова Клавдия Ивановна – орд. «Знак Почёта»
Рябова Раиса Дмитриевна – орд. «Знак Почёта»
Махмутов Фарвазетдин Сайфутдинович – орд. «Знак Почёта»
Морокин Владимир Андреевич – орд. «Знак Почёта»
Рамазанова Суфия Сабитовна – орд. «Знак Почёта»
Прокофьева Мария Фёдоровна – орд. «Знак Почёта»
Улумбеков Талгат Яруллович – орд. «Знак Почёта»
Сацкевич Александр Владимирович – орд. «Знак Почёта»
Хамзин Минигалей Хамитович – орд. «Знак Почёта»
Кутлугильдина Миниса Абдулнагимовна – орд. «Знак Почёта»
Абдрашитова Райса Зариповна – орд. «Знак Почёта»
Бильгильдеев Юнус Ибрагимович – орд. «Знак Почёта»
Урманова Александра Васильевна – орд. «Знак Почёта»
Яруллина Фаягуль Салиховна – орд. Трудовой Славы 3-й ст.
Таратунина Татьяна Алексеевна – орд. Трудовой Славы 3-й ст.
Ишмуратов Рашит Низамович – орд. Трудовой Славы 3-й ст.
Алтынбаев Шамсутдин Низаметдинович – орд. Трудовой Славы 3-й ст.
Нигматуллина Римма Зайнулловна – орд. Трудовой Славы 3-й ст.
Подшивалов Кузьма Фёдорович – орд. Трудовой Славы 3-й ст.
Кононов Александр Павлович – орд. Трудовой Славы 3-й ст.
Абдрашитов Габдулбарей Габдулганеевич – орд. Трудовой Славы 3-й ст.

### Прочие
- Кузнецов, Григорий Тимофеевич — полный кавалер ордена Славы, командир отделения 1-го отдельного Краснознамённого сапёрного батальона 49-й Рославльской стрелковой дивизии 33-й армии 1-го Белорусского фронта, сержант.
- Никулочкина, Зоя Фёдоровна — герой тыла[14], работала в 1943—1983 гг.

## Вклад в развитие города
Ишимбайский НПЗ внёс большой вклад в развитие города Ишимбая. Предприятием построены Дворец культуры нефтяников имени С. М. Кирова, санаторий-профилакторий «Чайка», детский лагерь «Звёздочка», детские сады, тысячи квадратных метров жилья и другое.

## Память
В 1986 году в память об Ишимбайском НПЗ возле проходной предприятия была установлена стела в честь 50-летия со дня основания завода.